# Jahrbuch für Volkskunde
Das Jahrbuch für Volkskunde war ein von 1978 bis 2005 veröffentlichtes Periodikum der Görres-Gesellschaft. Herausgeber waren Wolfgang Brückner und bis 1999 Nikolaus Grass. Verlegt wurde es beim Echter-Verlag in Würzburg. Mit Band 29 wurde die Publikation im Jahr 2006 in Jahrbuch für Europäische Ethnologie umbenannt und erschien seither als „Dritte Folge des Jahrbuchs für Volkskunde“ in Verantwortung eines Herausgeberkreises zunächst beim Verlag Ferdinand Schöningh in Paderborn (ISSN 1868-131X) und ab 2017 im niederländischen Verlagshaus Brill, Leiden (unter gleicher ISSN). Vorgänger war das von Januar 1936 bis März 1938 ebenfalls in Verbindung mit der Görres-Gesellschaft beim katholischen Münchener Verlag Kösel & Pustet erschienene Jahrbuch für Volkskunde der Zeitschrift Volk und Volkstum (DNB 01114324X).
Unabhängig von den Görres-Publikationen war das ab 1955 beim Ost-Berliner Akademie-Verlag erschienene Periodikum Deutsches Jahrbuch für Volkskunde, das ab 1973 unter dem Titel Jahrbuch für Volkskunde und Kulturgeschichte bis zur Wende in der DDR erschien.